# تشارلز كوغان
تشارلز كوغان (بالإنجليزية: Charles Cogan)‏ هو صحفي وكاتب أمريكي، ولد في 11 يناير 1928، وتوفي في 14 ديسمبر 2017 في كامبريدج في الولايات المتحدة.

## وصلات خارجية
- تشارلز كوغان على موقع IMDb (الإنجليزية)